# سفارت اکوادور در لندن
سفارت اکوادور در لندن (به انگلیسی: Embassy of Ecuador) یک منطقهٔ مسکونی و نمایندگی سیاسی این کشور در بریتانیا است که در لندن واقع شده‌است.